# Ferdinand Bolstraat
De Ferdinand Bolstraat is een straat in de Amsterdamse wijk De Pijp in Amsterdam-Zuid. De straat is genoemd naar de bekende Amsterdamse kunstschilder, etser en tekenaar Ferdinand Bol. Ook bijna alle dwarsstraten zijn genoemd naar beroemde schilders (overwegend uit de Gouden Eeuw) en andere kunstenaars. De Ferdinand Bolstraat kreeg zijn naam in 1872. In de Amsterdamse volksmond wordt hij vaak aangeduid als "Ferdinand Bol" of, nog korter, de "Bol" (zoals men bijvoorbeeld ook spreekt van "Albert Cuyp" of "de Cuyp" in plaats van de Albert Cuypstraat).

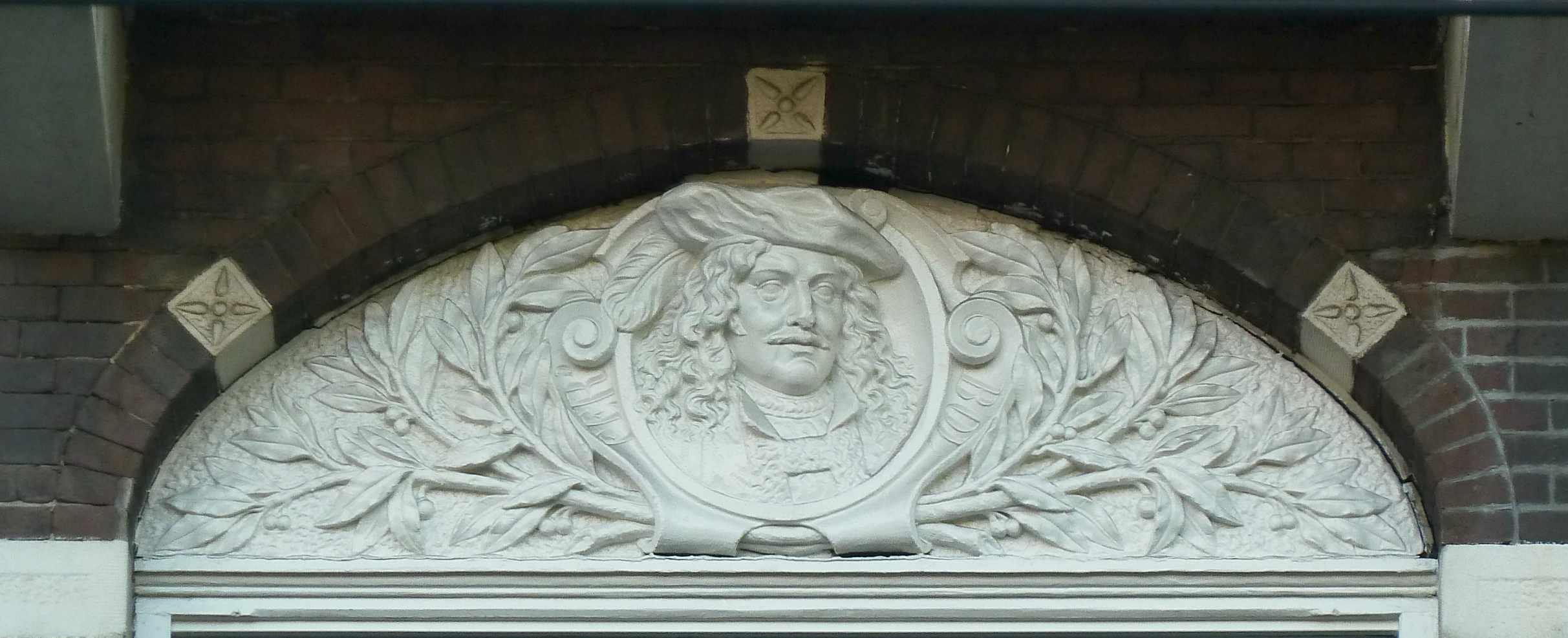
Reliëf in de ontlastingsboog boven een venster in de gevel van Ferdinand Bolstraat 49; in het midden de beeltenis van Ferdinand Bol, gebaseerd op een van zijn zelfportretten.

De straat doorsnijdt de Pijp van noord naar zuid, ligt via de Freddy Heinekenbrug in het verlengde van de Vijzelstraat en het Weteringplantsoen en verbindt de Stadhouderskade met de Ceintuurbaan. Na de Barbiersbrug over het Amstelkanaal wordt de straat in de Rivierenbuurt voortgezet als de Scheldestraat. De Ferdinand Bolstraat kruist onder meer de Albert Cuypstraat met de bekende markt en de Ceintuurbaan. Tussen de Rustenburger- en de Lutmastraat wordt de Ferdinand Bolstraat even onderbroken door het Cornelis Troostplein.
In het Amsterdamse stratenpatroon behoort de Ferdinand Bolstraat tot de radiale verbindingen, dat wil zeggen dat de straat een verbinding van en naar de binnenstad is (net als bv. de Van Woustraat, de Wibautstraat en de Kinkerstraat). Als verkeersader heeft hij evenwel veel van zijn betekenis verloren. Hij behoort bijvoorbeeld niet tot het in 2005 vastgestelde gemeentelijke "Hoofdnet Auto" en al tientallen jaren is slechts in het deel ten zuiden van de Ceintuurbaan autoverkeer in beide richtingen toegestaan.
Het noordelijke deel van de Ferdinand Bolstraat is vanouds een winkelstraat, vooral ten noorden van de Ceintuurbaan. Kleine, zelfstandige winkels worden afgewisseld met filialen van ketens, zoals de HEMA en veel kledingzaken. Noordelijk van de Albert Cuypstraat zijn er ook nogal wat horecagelegenheden. In het zuidelijke deel van de Ferdinand Bolstraat bevindt zich (in een voormalig schoolgebouw) een politiebureau.
Aan het oudste deel van de Ferdinand Bolstraat (ten noorden van de Albert Cuypstraat) dateert de bebouwing grotendeels uit de jaren 70 van de negentiende eeuw (alleen het voormalige brouwerijcomplex van Heineken en de nieuwbouw tussen dat complex en het Marie Heinekenplein zijn twintigste-eeuws). Het gedeelte tussen Albert Cuypstraat en Ceintuurbaan kwam in het daaropvolgende decennium tot stand, met als belangrijkste uitzonderingen het gebouw van de HEMA en het ernaast gelegen pand. De HEMA kwam in de jaren 30 op de plaats van een schoolgebouw. Ernaast was tientallen jaren de firma A. Janus gevestigd, een woninginrichtingszaak die er begin jaren 80 verdween.
Iets ten zuiden van de Ceintuurbaan lag tot 1896 de grens van de gemeente Amsterdam; na de annexatie van het noordelijke deel van de gemeente Nieuwer-Amstel in dat jaar werd de Ferdinand Bolstraat geleidelijk verlengd tot aan het Amstelkanaal. In 1905 reikte de bebouwing tot het Cornelis Troostplein (maar op drie van de vier hoeken met de Van Ostadestraat is de oorspronkelijke bebouwing in de laatste helft van de twintigste eeuw vervangen door nieuwbouw). Het resterende deel van de straat werd volgebouwd in de jaren 20, met aan de oostzijde onder meer de RAI, die in 1961 zou verhuizen naar een nieuw complex aan het Europaplein. Over de bestemming van het vrijgekomen terrein ontstond een langdurige en soms verhitte discussie. Geruime tijd overwoog het gemeentebestuur hier een operagebouw te laten verrijzen. Mede op grond van die plannen vestigde het Okura Hotel zich op een ander deel van het terrein (in een nieuw torengebouw van 23 verdiepingen). Toen ten langen leste werd besloten de opera onder te brengen in een met een nieuw stadhuis gecombineerd gebouw aan de Amstel (bekend als de Stopera), kreeg het hotel dan ook een schadeloosstelling van de gemeente. Uiteindelijk verscheen aan de zijde van de Ferdinand Bolstraat van het zogenoemde RAI-terrein uiteindelijk – grotendeels overeenkomstig de wensen van de buurtbewoners – onder meer het verzorgingstehuis 'Oude Raai' en een woningcomplex (beide uit de jaren 80 van de twintigste eeuw).
Plannen om de straat in de jaren 60 grotendeels te slopen ten behoeve van de aanleg van een boulevard werden door buurtactivisten – onder wie Jan Schaefer – verhinderd.

## Architectuur

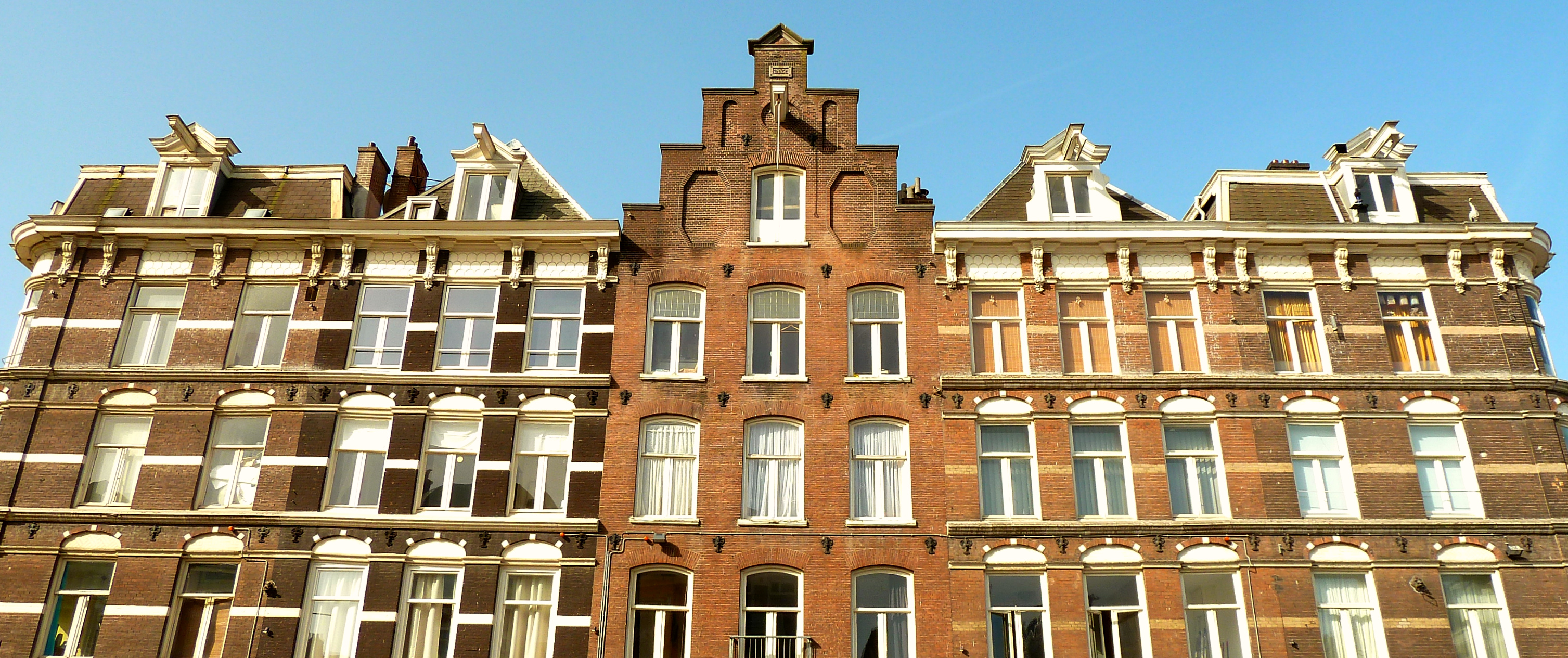
De bebouwing aan de westzijde van de Ferdinand Bolstraat tussen Albert Cuypstraat (rechts) en Govert Flinckstraat (links): een van de weinige symmetrische blokken in deze straat.

Het noordelijkste deel van de Ferdinand Bolstraat werd gedurende het grootste deel van de twintigste eeuw gedomineerd door de bierbrouwerij van Heineken. Het complex omvatte tot in de jaren 80 het gehele blok tussen Ferdinand Bolstraat, Stadhouderskade, Eerste van der Helststraat en Quellijnstraat. In 1988 werd de bierproductie naar elders verplaatst, waarna een deel van de gebouwen werd afgebroken; hier verscheen het Marie Heinekenplein, voltooid in het midden van de jaren 90. Het resterende deel werd een bedrijfsmuseum, sinds 2001 de Heineken Experience genaamd. Het is inmiddels een rijksmonument en bestaat uit gebouwen uit verschillende perioden en opgetrokken in verschillende stijlen.
Aan de overzijde (de westzijde) van de Ferdinand Bolstraat liggen twee gemeentemonumenten uit 1882. Ferdinand Bolstraat 8 werd gebouwd als politiebureau annex brandweerkazerne, een combinatie die destijds vaker voorkwam. Hoewel de brandweer al binnen tien jaar verhuisde naar een nieuwe kazerne aan de Albert Cuypstraat (waar ze ook weer spoedig verdween), is de poort voor de brandweerwagens nog steeds herkenbaar. Het politiebureau werd in 1912 verplaatst naar de Stadhouderskade (maar is daar evenmin terug te vinden), waarna in het gebouw wel nog lange tijd een politiepost was gehuisvest. Nu (2015) is het een winkel in bladmuziek en muziekboeken.
Het andere gemeentemonument staat ernaast op de hoek: de voormalige Jacob van Campenschool aan de Eerste Jacob van Campenstraat 59. Het was een jongensschool der derde klasse voor openbaar lager onderwijs, dat wil zeggen voor kinderen uit de betere klassen. Dergelijke schoolgebouwen werden fraaier uitgevoerd dan de zogeheten armenscholen (waarvoor geen schoolgeld hoefde te worden betaald) en "tusschenscholen". In deze periode werd daarbij veelal gekozen voor een neoclassicistische bouwstijl. Het gebouw werd (zoals tot ver in de twintigste eeuw alle gemeentelijke gebouwen in Amsterdam) ontworpen door de Dienst der Publieke Werken van de gemeente Amsterdam. Het heeft twee verdiepingen en is opgetrokken uit roodbruine baksteen, afgewisseld met elementen in gele baksteen. De voorgevel ligt aan de Eerste Jacob van Campenstraat en is symmetrisch, met de ingang in het midden. Boven de ingang wordt de dakgoot onderbroken door een driehoekig fronton; daaronder een timpaan met het stadswapen. De gevel aan de zijde van de Ferdinand Bolstraat is eveneens symmetrisch. In de naoorlogse periode bracht de Openbare Bibliotheek Amsterdam in dit gebouw enige tijd haar muziekbibliotheek onder. Van februari 2010 tot mei 2012 was het de huisvesting van De Appel, een centrum voor hedendaagse kunst.
Het nogal smalle pand Ferdinand Bolstraat 168 is een van de weinige gebouwen in jugendstil in de Pijp. Het dateert van 1903 en de asymmetrische gevel is opgetrokken uit witte geglazuurde baksteen, afgewisseld met elementen in grijze natuursteen. In het portiek bevinden zich twee fraaie tegeltableaus, de Jeugd en de Ouderdom.

## Trams

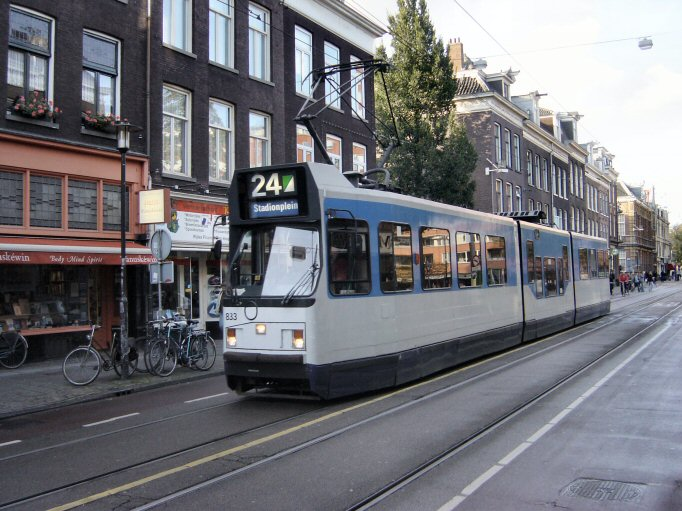
Tram 24 in de Ferdinand Bolstraat, 2005

Tussen 1904 en 1942 reed lijn 4 door de straat ten noorden van de Ceintuurbaan. In 1948 werd de route van deze lijn naar de Van Woustraat verplaatst. De huidige lijn 12 rijdt sinds 1977 door het zuidelijke deel van de Ferdinand Bolstraat, tussen Ceintuurbaan en Scheldestraat. Lijn 16 verscheen in 1913 in deze straat tussen de Stadhouderskade en de Albert Cuypstraat, maar werd 22 juli 2018 opgeheven. Lijn 24 verscheen in 1929 in deze straat tussen de Stadhouderskade en Ceintuurbaan. Lijn 25 verscheen in 1930 in de Ferdinand Bolstraat en ging deze straat over de gehele lengte berijden. Tramhaltes bevinden zich (van noord naar zuid) bij de kruisingen met de Stadhouderskade (sinds 2017 bij het Marie Heinekenplein) en de Ceintuurbaan alsook net ten zuiden van het Cornelis Troostplein. Op 15 december 2013 werd lijn 25 opgeheven en op 22 juli 2018 lijn 16. Sindsdien rijdt alleen nog lijn 24 in het noordelijke deel van de straat en lijn 12 in het zuidelijke deel van de straat.

## Noord/Zuidlijn

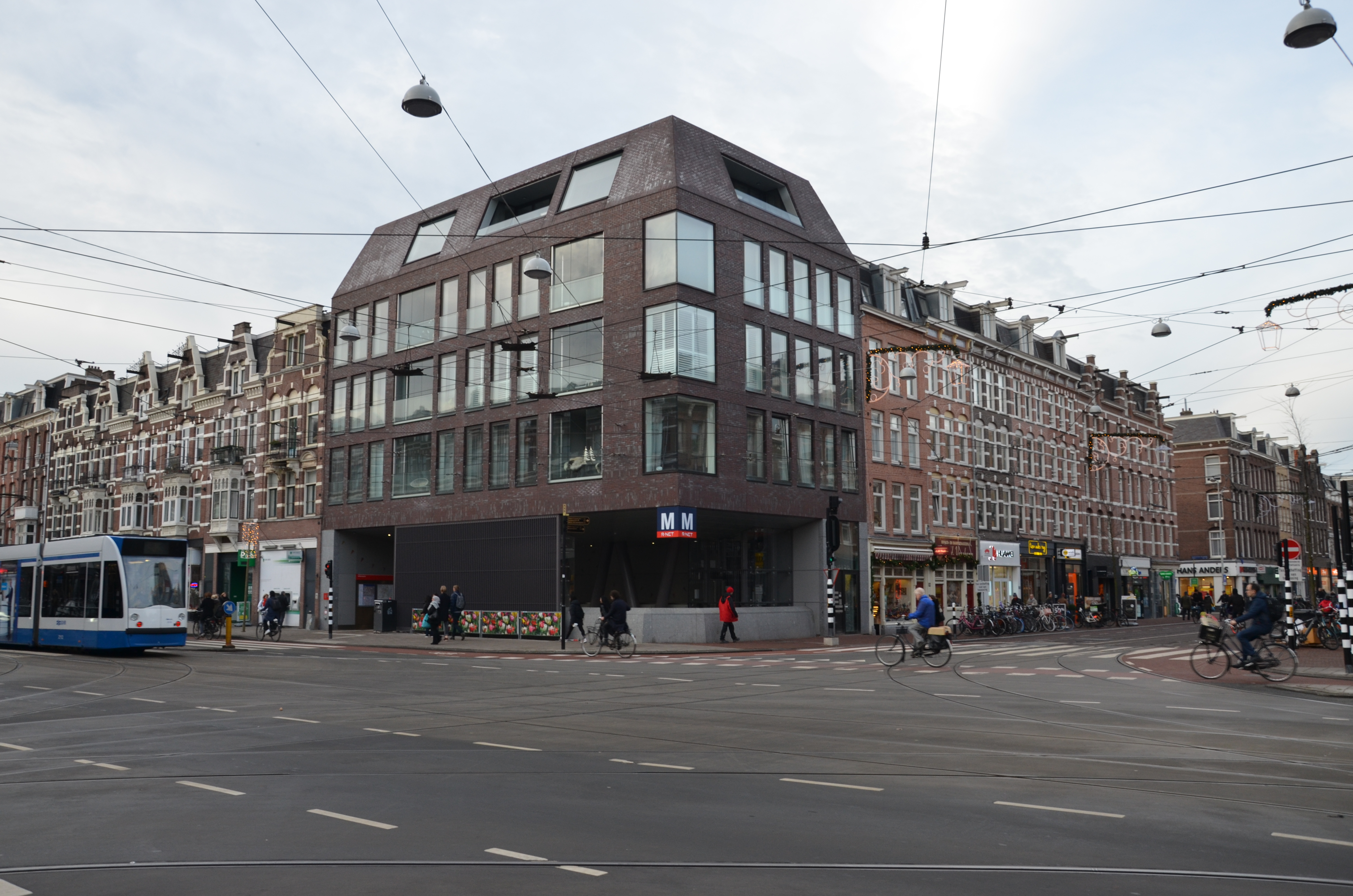
Toegang metrostation De Pijp aan de kruising Ceintuurbaan-Ferdinand Bolstraat

Het tracé van de Noord/Zuidlijn ligt onder de hele lengte van de Ferdinand Bolstraat. De gedeelten van de twee tunnelbuizen onder de Ferdinand Bolstraat werden tussen juli 2011 en mei 2012 gegraven. Tussen de Albert Cuypstraat en de Stadhouderskade ligt één ervan overigens iets ten westen van de Ferdinand Bolstraat (en onder bestaande bebouwing).
In 2003 begonnen tussen de Albert Cuypstraat en de Ceintuurbaan de werkzaamheden aan de bouw van  metrostation De Pijp van de Noord/Zuidlijn. In het midden van de straat bevond zich daartoe een bouwterrein, waarbinnen twee grote portaalkranen stonden. De Ferdinand Bolstraat is hier te smal voor twee tunnelbuizen naast elkaar (zoals elders), om welke reden ervoor werd gekozen ze onder elkaar te leggen. De metrolijn bereikt hier dan ook zijn diepste punt. Het station heeft twee toegangen: de zuidelijke komt op de noordwestelijke hoek van de Ferdinand Bolstraat en de Ceintuurbaan; de noordelijke op de zuidoostelijke hoek van Ferdinand Bolstraat en Albert Cuypstraat. Voor deze toegangen is een aantal panden gesloopt; een bij de zuidelijke toegang gevestigde bakker was van herfst 2010 tot zomer 2012 tijdelijk ondergebracht aan de Ceintuurbaan.
De metrolijn kreeg op het Cornelis Troostplein een nooduitgang. De verticale schacht is in 2010 aangelegd; in het voorjaar van 2012 werd begonnen met het maken van de verbindingen tussen deze schacht en de twee tunnelbuizen, wat werd gevolgd door het aanleggen van trappen in de schacht. Deze werkzaamheden zijn in juli 2013 voltooid, waarna van de nooduitgang bovengronds alleen een grote klep te zien is. Deze moet in geval van nood automatisch opengaan. Een aantal maatregelen moest verzekeren dat alle gebouwen rond het toekomstige metrostation tijdens de bouw bereikbaar bleven voor de brandweer en andere hulpdiensten.
Voor de aanleg van het metrostation moest dit deel van de straat worden afgesloten voor autoverkeer. Bij kruisingen werd het bouwterrein onderbroken, zodat auto's wel de Ferdinand Bolstraat konden oversteken. Fietsers konden nog wel door dit deel van de Ferdinand Bolstraat, al werden ze van tijd tot tijd verwezen naar de andere kant van de straat. De tramlijnen 24 en 25 werden omgelegd. Lijn 24 ging de route van lijn 16 volgen naar de Van Baerlestraat en lijn 25 moest vanaf de Vijzelgracht gaan omrijden langs de Weteringschans, het Frederiksplein, de Van Woustraat en vandaar via Ceintuurbaan terug naar de Ferdinand Bolstraat. Deze omleiding zou anderhalf jaar van kracht zijn maar duurde voor lijn 24 uiteindelijk dertien jaar (2003-2016). Sinds 18 april 2017 rijden er weer trams over de hele lengte van de straat. Tussen de Quellijnstraat en de Gerard Doustraat ligt nu enkelspoor.

## Trivia
- De naam 'Febo' van de snackbar- en automatiekketen is afgeleid van de naam Ferdinand Bolstraat, waar oprichter Johan de Borst het bakkersvak leerde. Het verhaal gaat dat Borst hier zijn eerste vestiging wilde openen en dat dit op het laatste moment niet doorging. De naam zou echter al zijn geregistreerd. Feit is in ieder geval dat, in tegenstelling tot wat soms beweerd wordt, de eerste vestiging niet in de Ferdinand Bolstraat, maar aan de Karperweg (zijstraat van de Amstelveenseweg) werd geopend. De Febo aan de Ferdinand Bolstraat bestaat pas sinds de jaren 90.
- Het gedeelte van de Ferdinand Bolstraat tussen de Gerard Doustraat en de Albert Cuypstraat heeft de vorm van een klein driehoekig plein. Dit wordt wel het Ferdinand Bolplein of "Picopleintje" genoemd, naar een aan de westzijde ervan gelegen café dat er al geruime tijd is gevestigd. Hier is ook een taxistandplaats en vermoedelijk ontstond de naam bij de taxichauffeurs die, in afwachting van hun volgende rit, gebruik maakten van de diensten van het café.

## Fotogalerij

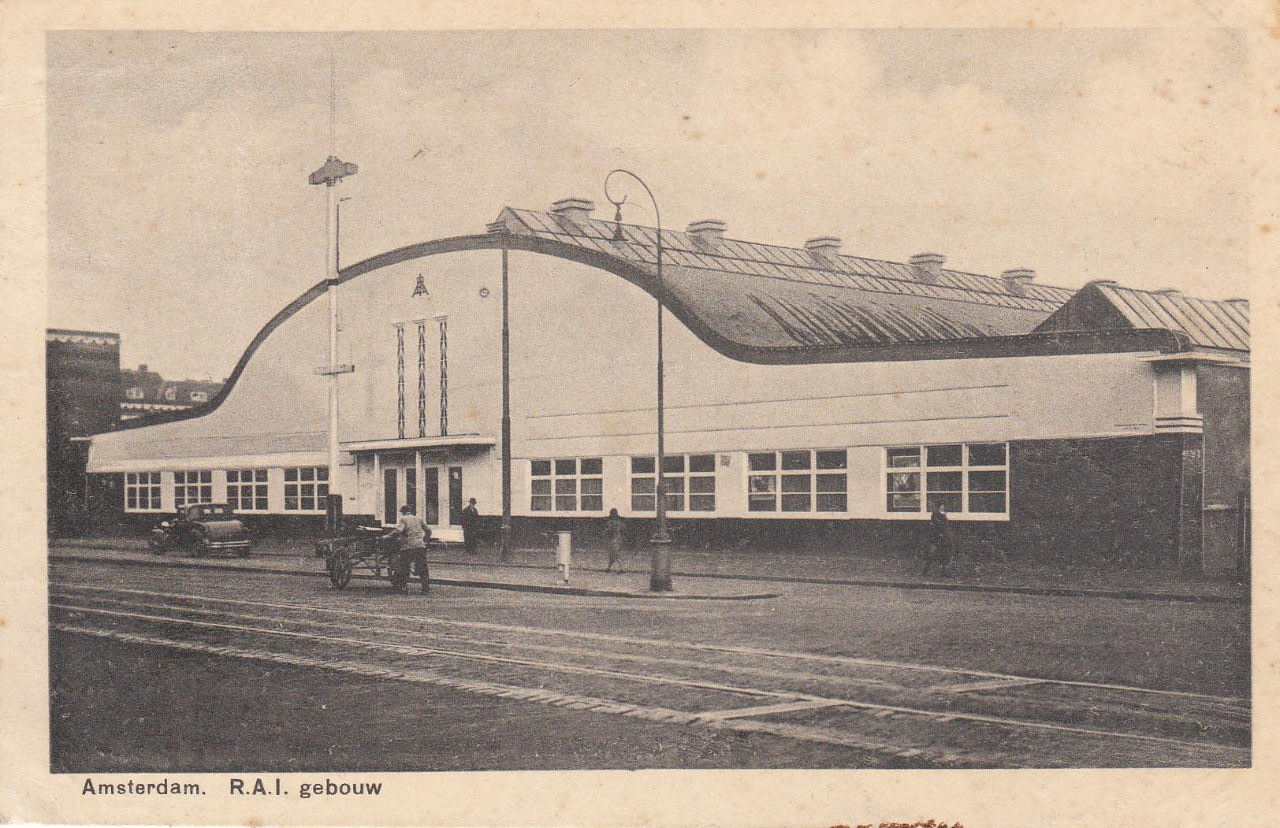
Oude RAI in 1925
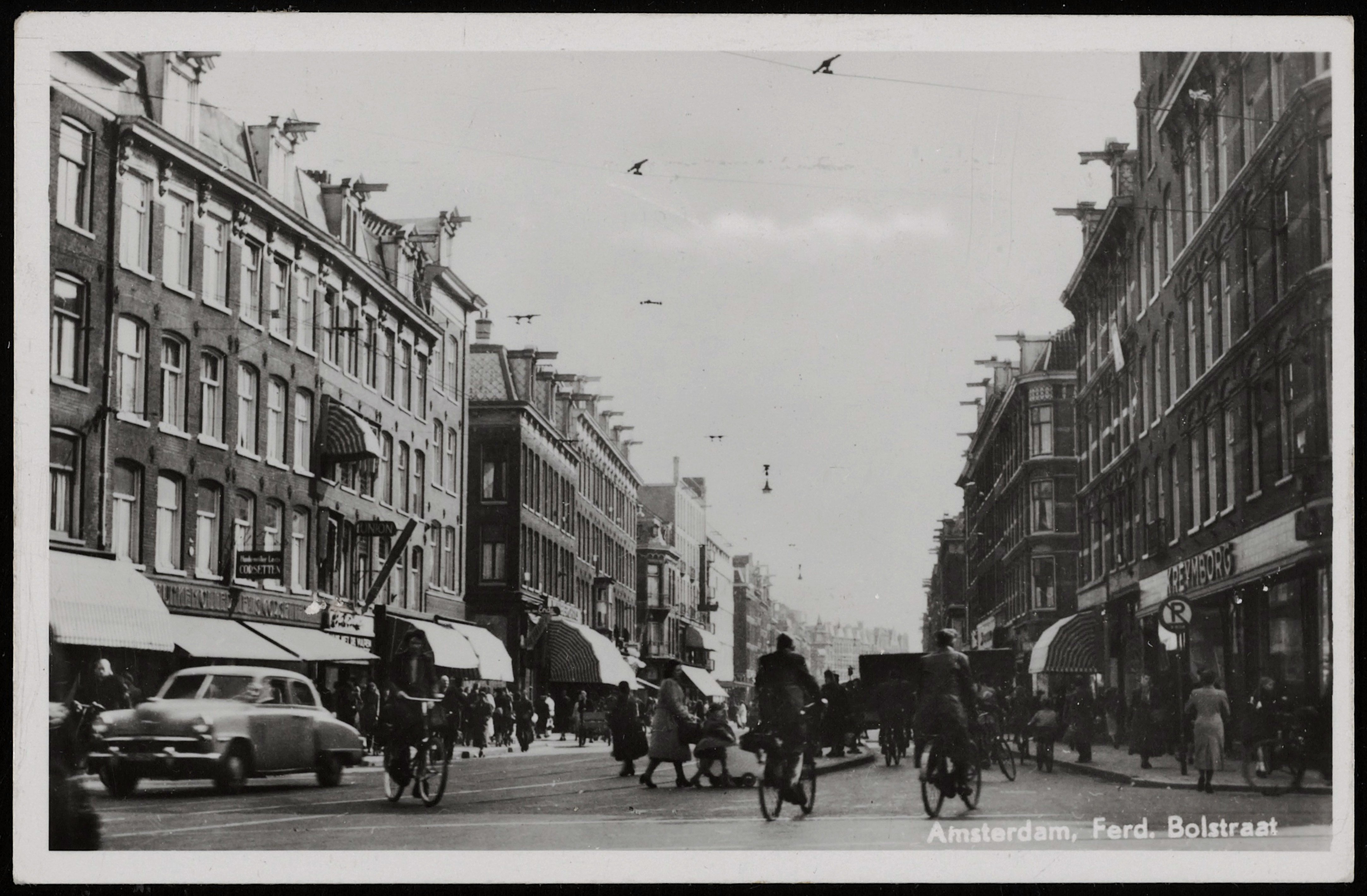
Straat in 1934
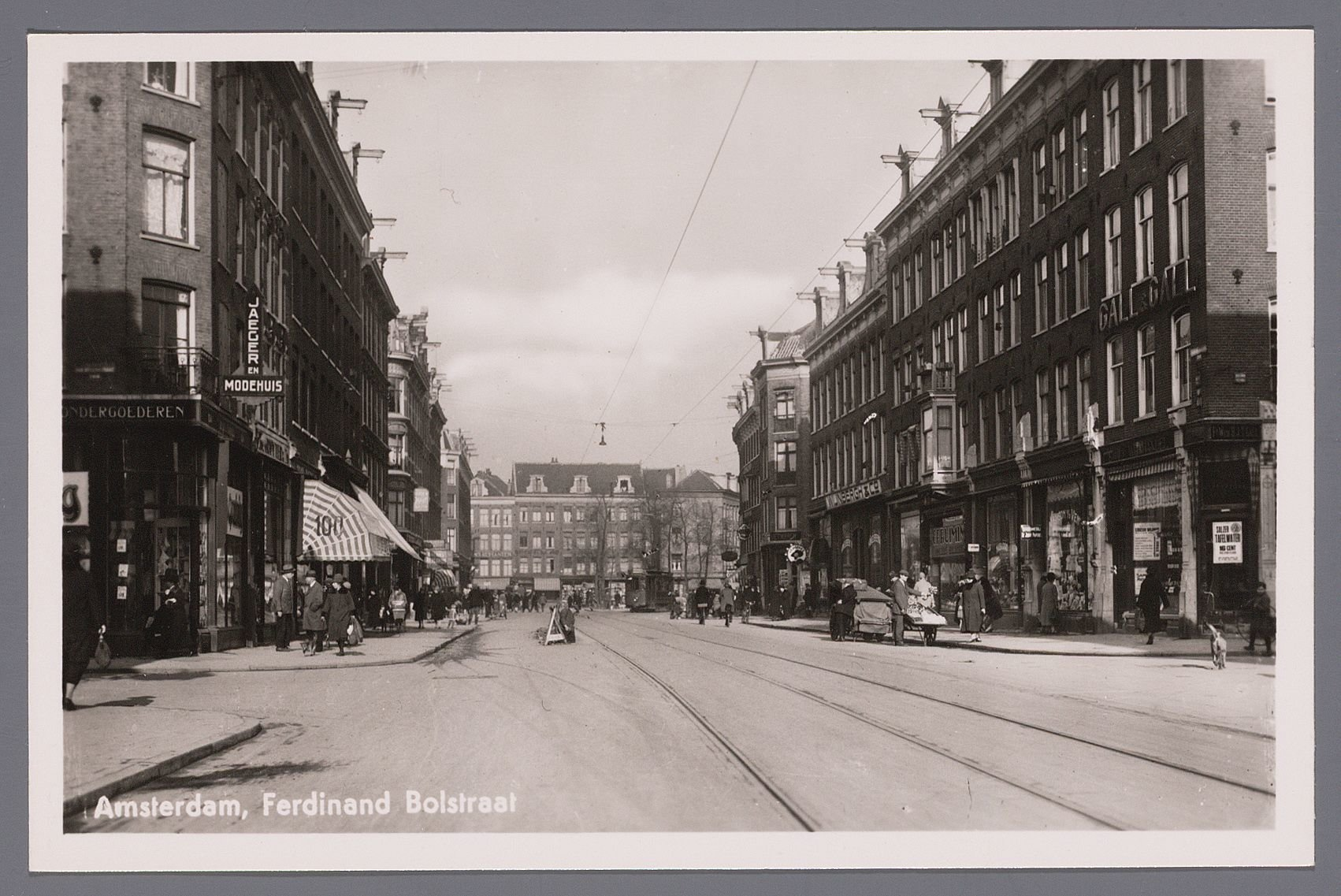
Straat in 1948
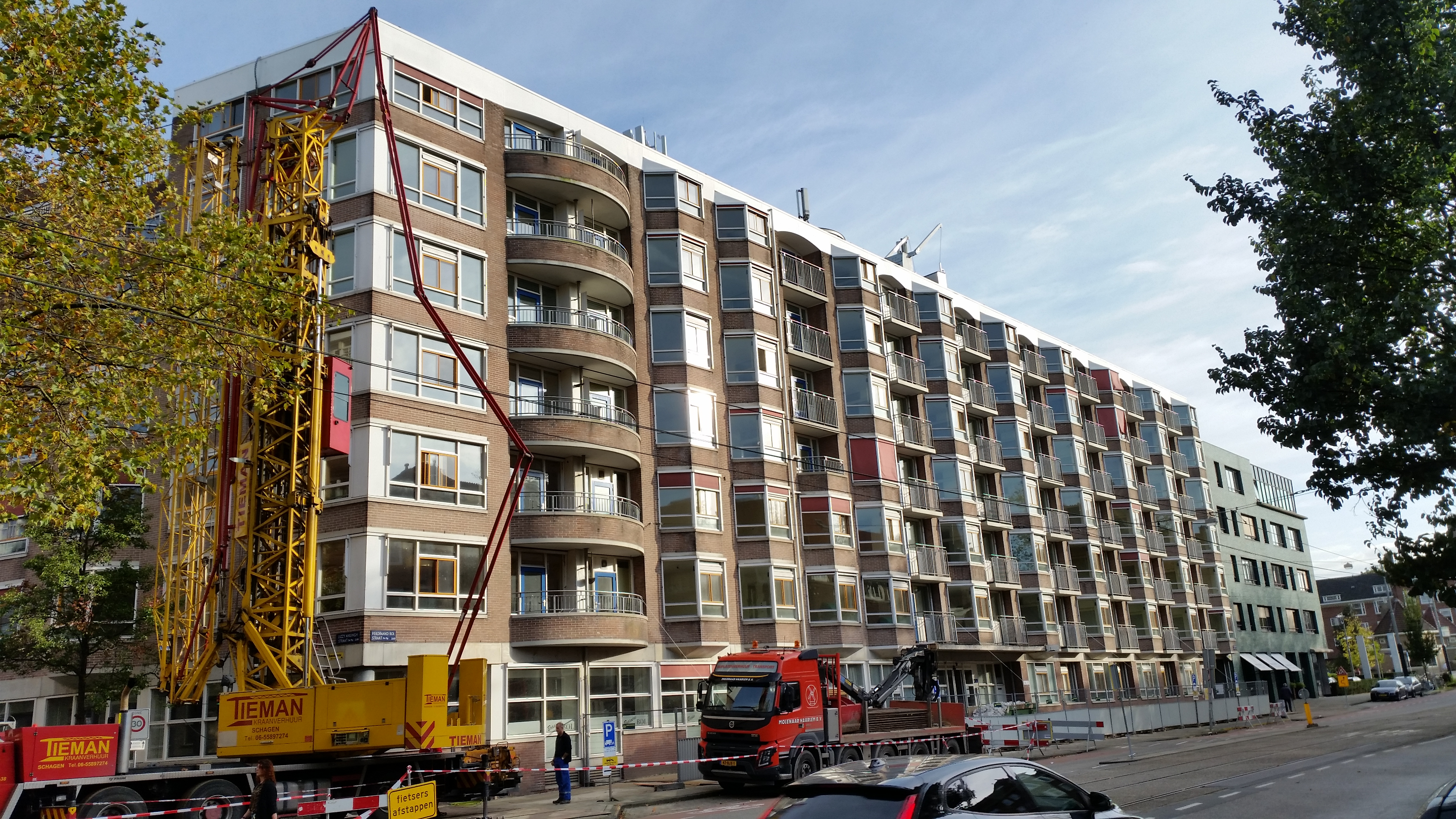
Plaats van Oude RAI in 2019